# Холостий дослід
Холости́й до́слід (англ. blank run, рос. холостой опыт) — додатково виконана процедура хімічного аналізу, яка проводиться в тих же умовах, що й основний аналіз (аналогічні реактиви, прилади), але за відсутності досліджуваного компонента (аналіту). Цей дослід проводиться з метою перевірки впливу різних факторів на поведінку системи, зокрема впливу неточностості методу дослідження, похибки приладів, чистоти реактивів тощо. 
Виміряне значення, отримане у холостому досліді, є поправкою, на яку необхідно зменшити значення, що відповідає аналізованому компоненту, для отримання правильного результату.
Інколи значення холостого досліду не знаходять окремо, а враховують безпосередньо під час аналізу — так, у методах спектрофотометрії холості розчини, що не містять аналіту, є розчинами порівняння.